# Nógrád (condado)
Nógrád é um condado (megye em húngaro) da Hungria. Sua capital é a cidade de Salgótarján.

## Descrição
O condado de Nógrád é situado ao norte da Hungria. Tem fronteira com a Eslováquia e com os municípios húngaros de Pest, Heves e Borsod-Abaúj-Zemplén. A capital do condado de Nógrád é Salgótarján. Com área de 2544 km².
Nógrád é famosa por sua arquitetura histórica de igrejas antigas e castelos de pedra feitos por volta do século XIII. Outros pontos de referência históricos são as construções barrocas feitas no século XVIII e o Vay, Teleki. . A maior parte do condado é envolto pelo rio Ipoly. As montanhas Börzsöny, Cserhát e Mátra.
Devido às montanhas, o condado é caracterizado por pequenos vilarejos situados nos vales. Os dois maiores é o Balassagyarmat, formado pelas montanhas do condado, e Salgótarján, que se tornou um centro industrial por volta do século XX devido às minas de carvão próximas.